# Lompret
Lompret är en kommun i departementet Nord i regionen Hauts-de-France i norra Frankrike. Kommunen ligger i kantonen Quesnoy-sur-Deûle som tillhör arrondissementet Lille. År 2022 hade Lompret 2 170 invånare.

## Befolkningsutveckling
Antalet invånare i kommunen Lompret
| Referens: INSEE |